# أميليا آدامز
أميليا آدامز (بالإنجليزية: Amelia Adams) هي مذيعة أخبار وصحفية أسترالية، ولدت في 1983 في سيدني في أستراليا.

## وصلات خارجية
- أميليا آدامز على موقع IMDb (الإنجليزية)